# Monument Vaz Dias
Het Monument Vaz Dias is een kunstwerk in Amsterdam-Centrum.
Het kunstwerk van Herman van der Heide staat aan de Weesperstraat net ten zuiden van de M.S. Vaz Diasbrug waarvoor Van der Heide de leuningen en een naambord ontwierp. De naam verwijst naar Mozes Salomon Vaz Dias, oprichter van het Persbureau M.S. Vaz Dias.
Het kunstwerk bestaat uit een diepzwarte kubusvormige constructie van open staalplaat die op een H-vormige staander rust, die weer op een betonnen sokkel steunt. Het beeld werd op 12 juni 1967 onthuld door de weduwe mr. Rosette Vaz Dias-Speijer.
Het beeld was een schenking van de vereniging De Amsterdamse Pers, de buitenlands persvereniging, het Initiatiefcomité Amsterdam, de Nederlandse vereniging van persbureaus, de Portugees-Israëlitische gemeente en het seniorenconvent in de journalistiek. De gemeente Amsterdam moest wel 6.000 gulden aan plaatsingskosten reserveren. Het lag in eerste instantie in de bedoeling om het beeld op de brug te plaatsen, maar de trottoirs waren daarvoor te smal. Toen in 1972 aan de Weesperstraat nabij de Nieuwe Herengracht werkzaamheden werden verricht, werd het monument tijdelijk verplaatst naar de Floriade 1972. In maart 2018 werd het monument enkele maanden verwijderd om te worden gerestaureerd.